# Thika
Thika – miasto w środkowej Kenii, w hrabstwie Kiambu, na wysokości 1500 m n.p.m., przy linii kolejowej Nairobi-Nanyuki. Ponad 251 tys. mieszkańców. Ósme co do wielkości miasto w kraju. Jest częścią obszaru metropolitalnego Nairobi. 
Ośrodek handlowy regionu rolniczego (uprawa kawy, herbaty i agawy sizalowej). Poza tym istnieje przemysł włókienniczy, metalowy (produkcja blachy cynkowej i rur), drzewny (zapałczany) i spożywczy (przetwórstwo owoców głównie bananów), montowanie samochodów. Miasto jest również ważniejszym węzłem drogowym.